# Cryptocercus primarius
Cryptocercus primarius är en kackerlacksart som beskrevs av Bei-Bienko 1938. Cryptocercus primarius ingår i släktet Cryptocercus och familjen Cryptocercidae. Inga underarter finns listade i Catalogue of Life.